# Pál Simon
Pál Simon (ur. 31 grudnia 1891 w Budapeszcie, zm. 25 lutego 1922 tamże) – węgierski lekkoatleta specjalizujący się w biegach sprinterskich, uczestnik letnich igrzysk olimpijskich w Londynie (1908), brązowy medalista olimpijski w sztafecie olimpijskiej (200 m - 200 m - 400 m - 800 m).
W 1908 r. reprezentował Królestwo Węgier na letnich igrzyskach olimpijskich w Londynie, zdobywając brązowy medal w sztafecie olimpijskiej (200 m - 200 m - 400 m - 800 m). Startował również w eliminacjach biegów na 100 i 200 metrów, nie zdobywając awansu do finałów.
Czterokrotnie zdobył złote medale mistrzostw Królestwa Węgier, dwukrotnie w biegu na 100 jardów (1908, 1909) oraz dwukrotnie w biegu na 220 jardów (1908, 1909).
Rekord życiowy w biegu na 100 metrów – 11,0 – Budapeszt, 27/06/1908.